# Basilika St. Franziskus (Salta)

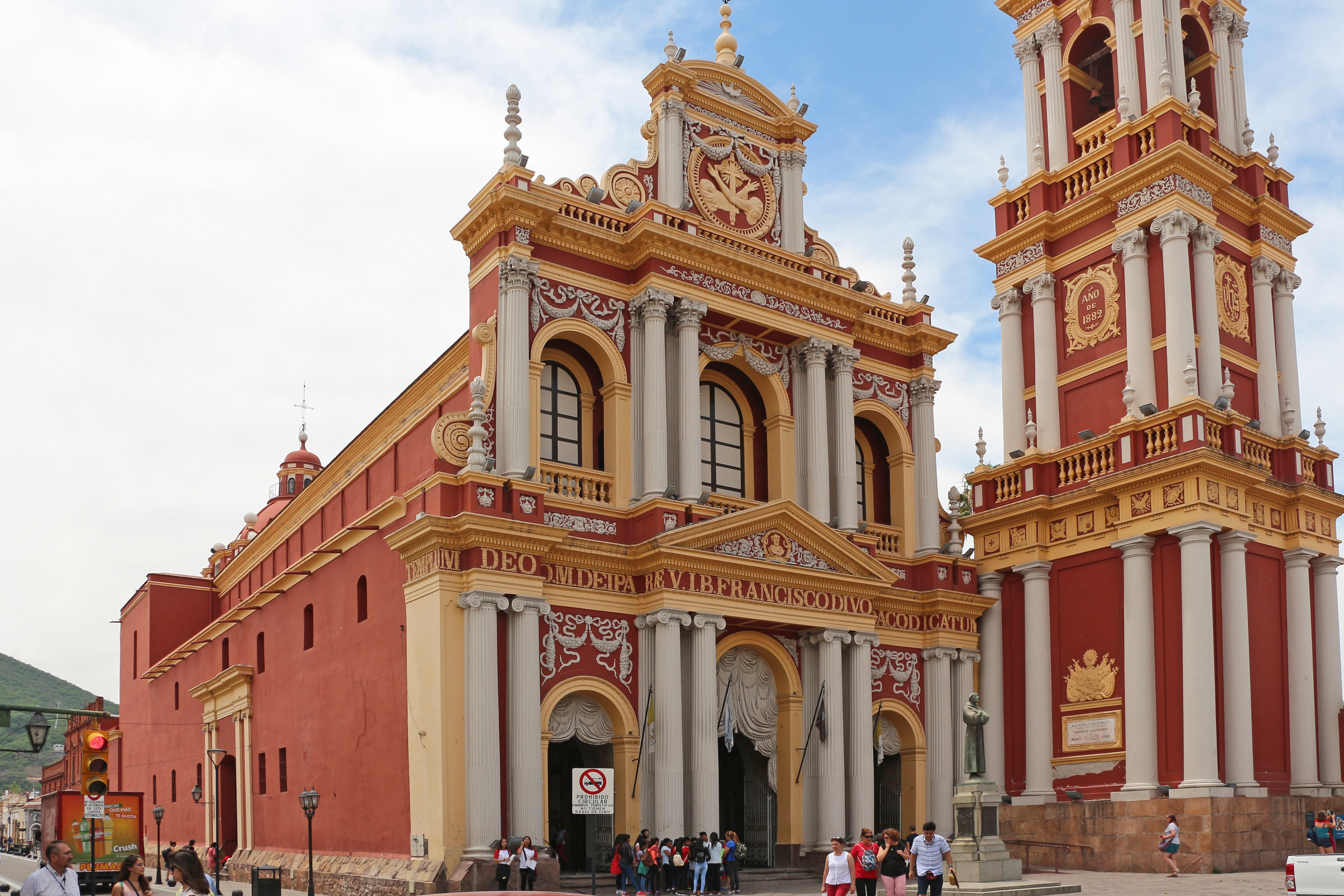
Fassade der Basilika St. Franziskus

Die Basilika St. Franziskus (spanisch Basílica San Francisco) ist eine römisch-katholische Kirche in Salta, Hauptstadt der gleichnamigen argentinischen Provinz und Sitz des gleichnamigen Erzbistums. Die Kirche war bereits bei Stadtgründung im 16. Jahrhundert durch Hernando de Lerma mit dem Kloster des Franziskanerordens eingeplant und wurde nach zwei Vorgängerbauten und Umgestaltungen erst im 19. Jahrhundert fertiggestellt. Sie trägt den Titel einer Basilica minor und ist als nationales historisches Monument aufgrund ihrer architektonischen Schönheit und historischen Bedeutung denkmalgeschützt. Sie ist eine der wichtigen Touristenattraktionen der Stadt, deren spanisches Kolonialviertel zu den am besten erhaltenen in Argentinien zählt.

## Geschichte

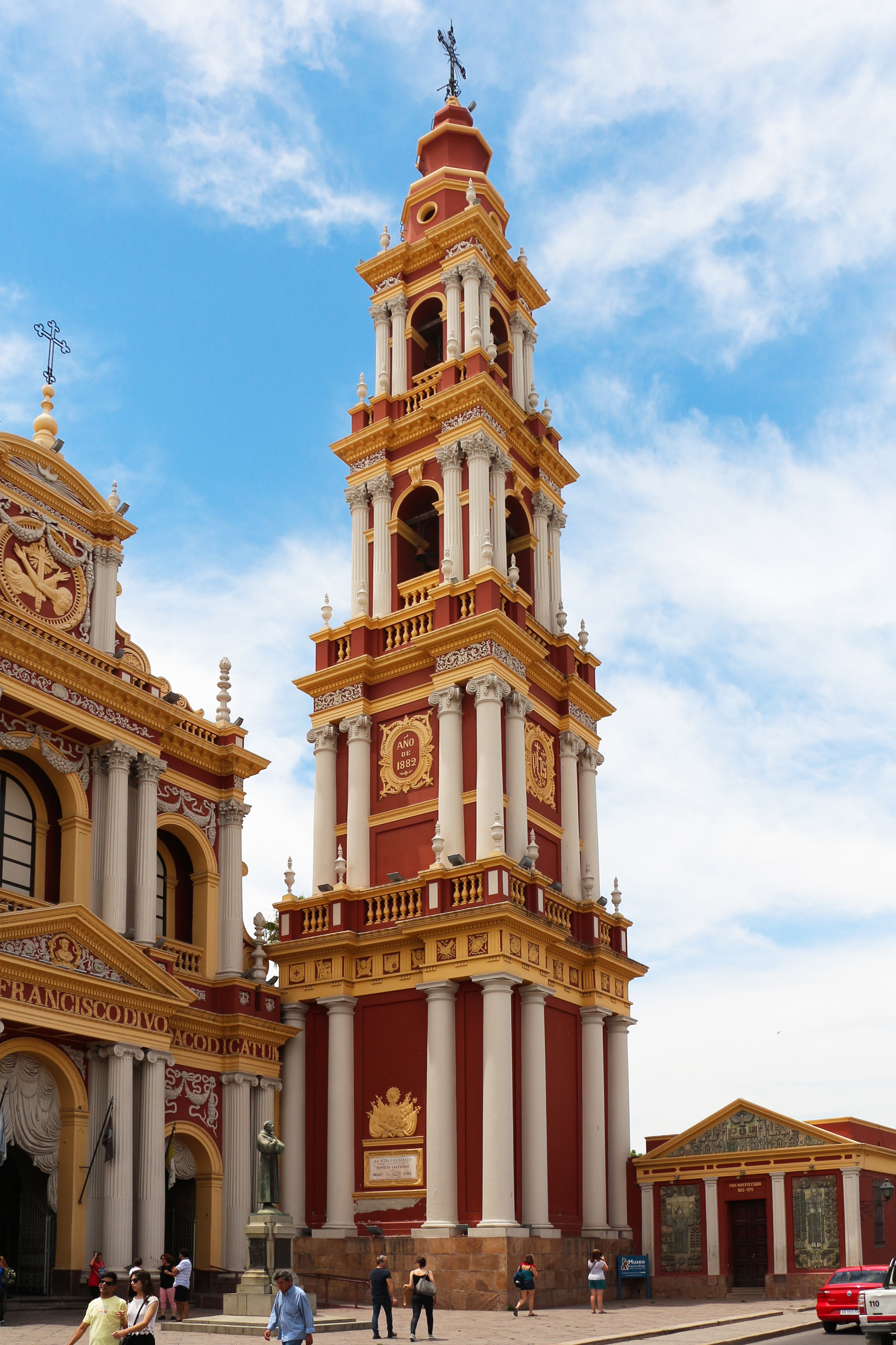
Blick auf den Kirchturm

Die zentrale Lage an der Kreuzung der Straßen Caseros und Córdoba ist 100 m vom Hauptplatz (Plaza 9 de Julio) entfernt und wurde bereits in der Gründungsurkunde von Salta aus dem Jahr 1582 als Kirche und Kloster festgelegt. Das erste Gebäude aus Lehm und Schilfrohr wurde 1625 fertiggestellt, doch aufgrund seiner instabilen Bausubstanz musste 1674 eine zweite Kirche gebaut werden. Diese Holzkirche wiederum wurde Mitte des 18. Jahrhunderts durch einen Brand zerstört. Das heutige gemauerte Gotteshaus wurde unmittelbar nach der Zerstörung des Vorgängerbaus unter der Leitung des Bruder Vicente Muñoz aus Sevilla errichtet, der während der Bauarbeiten 1784 starb. Die Kirche überstand mehrere schwerwiegende Ereignisse: einen Brand im Jahr 1761, der dazu führte, dass der Tempel erst 1767 wiederhergestellt werden konnte; einen erneuten Brand im Jahr 1772, der dazu führte, dass die Ordensleute in die Kirche der Jesuiten umziehen mussten, der seit ihrer Vertreibung verlassen war und den wirtschaftlichen Niedergang von Salta infolge des Unabhängigkeitskrieges, der die endgültige Fertigstellung verzögerte.
Unter den historischen Ereignissen, die hier stattfanden, ist die Anwesenheit von Manuel Belgrano am 13. März 1813 bei der Totenmesse zu Ehren der Sieger und Besiegten der Schlacht von Salta am 20. Februar desselben Jahres erwähnenswert. Aus der Bronze der in dieser Schlacht eingesetzten Kanonen wurde die Campana de la Patria (Heimatglocke) gegossen.
Im Jahr 1857 kehrte Pater Isidoro Fernández mit vierzehn Ordensleuten aus Rom zurück, die den Bau endgültig in Angriff nahmen. Acht Jahre später wurde das Kloster von Ugolino Cingolari fertiggestellt. Die letzte Ausgestaltung wurde von Luis Giorgi vorgenommen, der die Kirche 1870 wiedereröffnete und 1872 die neue Fassade schuf, die jedoch aufgrund von Baumängeln wieder aufgebaut werden musste. 1877 begann der Schweizer Francisco Righetti mit dem Bau des Glockenturms, der sich vor der Kirche erhebt und mit 54 Metern der höchste seiner Art in Südamerika ist. Wie der Turm der benachbarten Kirche Nuestra Señora de la Candelaria de la Viña wurde auch dieser von dem Deutschen Josep Heinrich Theodor Rauch entworfen, wie der 2003 gefundene Bauplan belegt.
Sie wurde am 14. Juli 1941 durch das Dekret 95687 der Nationalen Exekutive zum Nationalen Historischen Monument und am 4. August 1992 durch Papst Johannes Paul II. zur Basilica minor erklärt. 

## Architektur

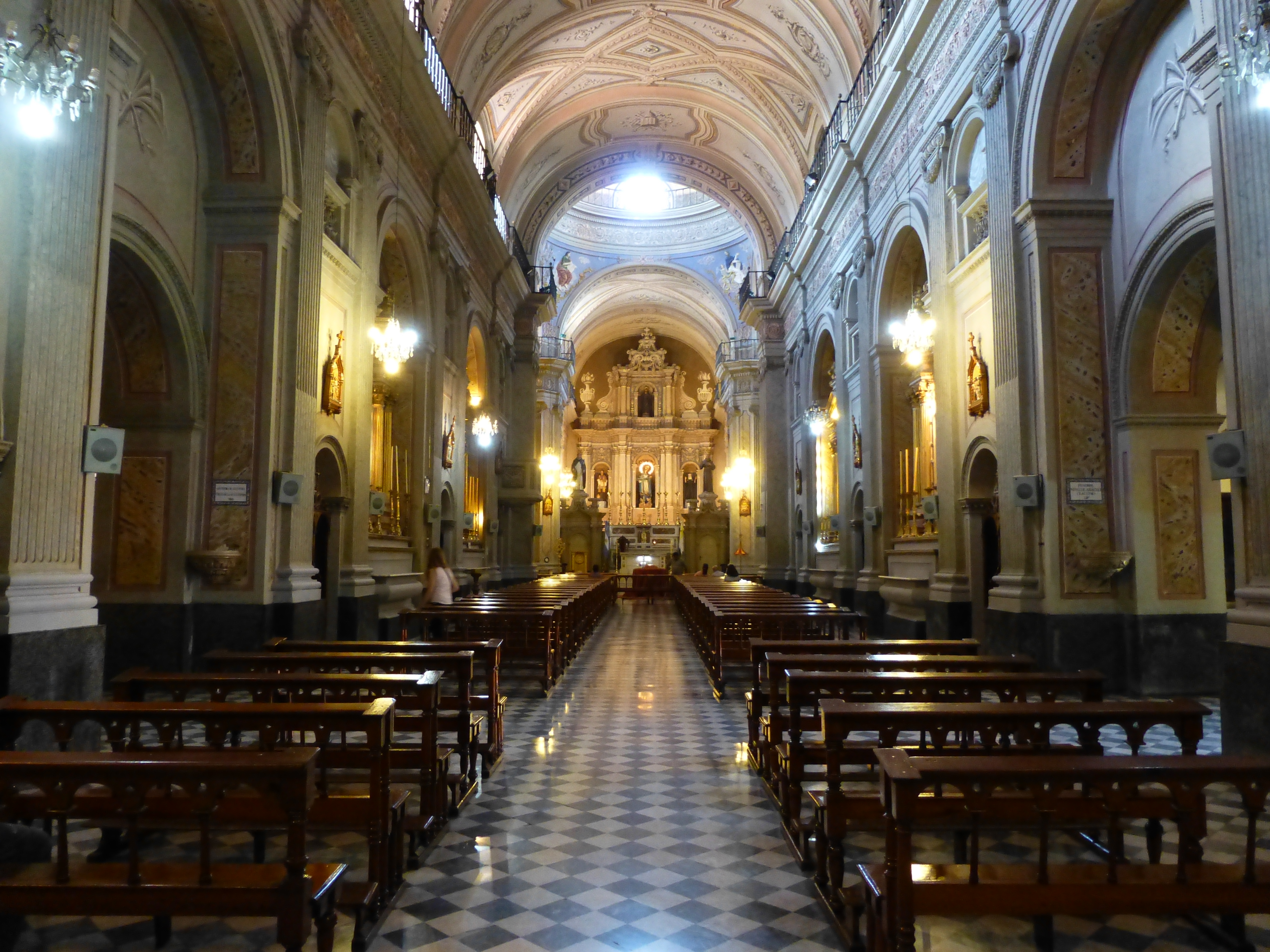
Innenraum

Die Kirche erhielt durch ihre lange Bauzeit Einflüsse vom Barock bis zum Italienisierenden Stil. Die Farben der Fassade sind eine Kombination aus Terrakotta und Elfenbein, die eine komplexe Ornamentik hervorheben. Die Hauptfassade weist die italienischen Einflüsse auf und ist in der Mitte dicht mit Girlanden, Blumen, Inschriften, Wappen und verblendeten Fenstern verziert. Das originellste Detail ist das Vorhandensein von falschen Stuckvorhängen in den Eingangsbögen. Der Turm hat ein eher neoklassizistisches Aussehen und ist durch übereinander liegende Ordnungen in vier Stockwerke unterteilt. Das einschiffige Bauwerk mit etwa 50 m Länge und 10 m Breite wird von einem durchgehenden Tonnengewölbe überspannt; über dem Querschiff ist die Kuppel mit perspektivischen Kassetten versehen, die mit etwa 10 m Durchmesser 24 m hoch reicht. Das Innere, das aus der zweiten Hälfte des 19. Jahrhunderts stammt, ergänzt das Äußere, obwohl es zarter und eleganter ist.

## Ausstattung
Der Kirche sind wertvolle Kunstwerke gewidmet, darunter das Bildnis der Unserer Lieben Frau vom Schnee, ein St. Petrus von Alcantara, der dem spanischen Bildhauer Alonso Cano zugeschrieben wird, und ein Gemälde von Franz von Assisi, das von einigen Pitti und von anderen Francisco de Zurbarán zugeschrieben wird. Zur Ausstattung gehört ein 1789 in Cádiz in Auftrag gegebener Marmortisch des Altars. Die Orgel von Donato Sangaletti wurde 1915 installiert.

## Museum
Der Komplex verfügt auch über ein kleines Museum, eine Bibliothek und ein historisches Archiv mit wertvollen Ausgaben; besonders hervorzuheben ist das Musikarchiv, das Zeugnisse des musikalischen Lebens des Klosters aus der zweiten Hälfte des 19. Jahrhunderts.